# Louis Ruchonnet
Antoine Louis John Ruchonnet (ur. 28 kwietnia 1834 w Lozannie, zm. 14 września 1893 w Bernie), szwajcarski polityk, członek Rady Związkowej od 3 marca 1881 do śmierci, wolnomularz. Kierował następującymi departamentami:
- Departament Handlu i Rolnictwa (1881)
- Departament Sprawiedliwości i Policji (1882, 1884 – 1893)
- Departament Polityczny (1883)[2]

Był członkiem Radykalno-Demokratycznej Partii Szwajcarii.
Przewodniczył Radzie Narodowej (1869, 1874–1875). Pełnił też funkcje wiceprezydenta (1882, 1889) i prezydenta (1883, 1890) Konfederacji.